# Dangerous (M. Pokora)
Dangerous è il primo singolo estratto dal terzo album del cantante francese M. Pokora, intitolato MP3. La canzone vede la partecipazione di Timbaland e di suo fratello minore, Sebastian.
Presentato in anteprima durante la cerimonia del 2008 NRJ Music Awards, il singolo è stato pubblicato il 22 marzo 2008, due giorni prima dell'uscita dell'album. In Francia è subito balzato in vetta alla classifica con 5.674 vendite, ma ha ottenuto un discreto successo negli altri Paesi in cui è stato pubblicato.
Grazie a questo singolo, M. Pokora ha ricevuto l'attenzione di Paesi come il Messico, dove il video della canzone ha riscosso un discreto successo.

## Versioni ufficiali
CD singolo
1 "Dangerous" (featuring Timbaland and Sebastian) — 4:44
2 "Don't Give My Love Away" (featuring Ryan Leslie) — 3:36
Download Digitale
1 "Dangerous" (featuring Timbaland and Sebastian) — 4:44

## Classifiche
| Classifica (2008)                | Posizione raggiunta |
| -------------------------------- | ------------------- |
| Australia ARIA Singles Chart     | 55                  |
| Belgian (Wallonia) Singles Chart | 2                   |
| Czech Republic IFPI Top 100      | 19                  |
| European Hot 100                 | 7                   |
| Finnish Singles Chart            | 16                  |
| French Digital Chart             | 19                  |
| French SNEP Singles Chart        | 1                   |
| German Top 100                   | 32                  |
| Swedish Singles Chart            | 15                  |
| Swiss Singles Chart              | 28                  |
| Turkey Top 20 Chart              | 18                  |